# Nectarinia habessinica
Nectarinia habessinica é uma espécie de ave da família Nectariniidae.
Pode ser encontrada nos seguintes países: Djibouti, Egipto, Eritreia, Etiópia, Quénia, Omã, Arábia Saudita, Somália, Sudão, Uganda e Iémen.

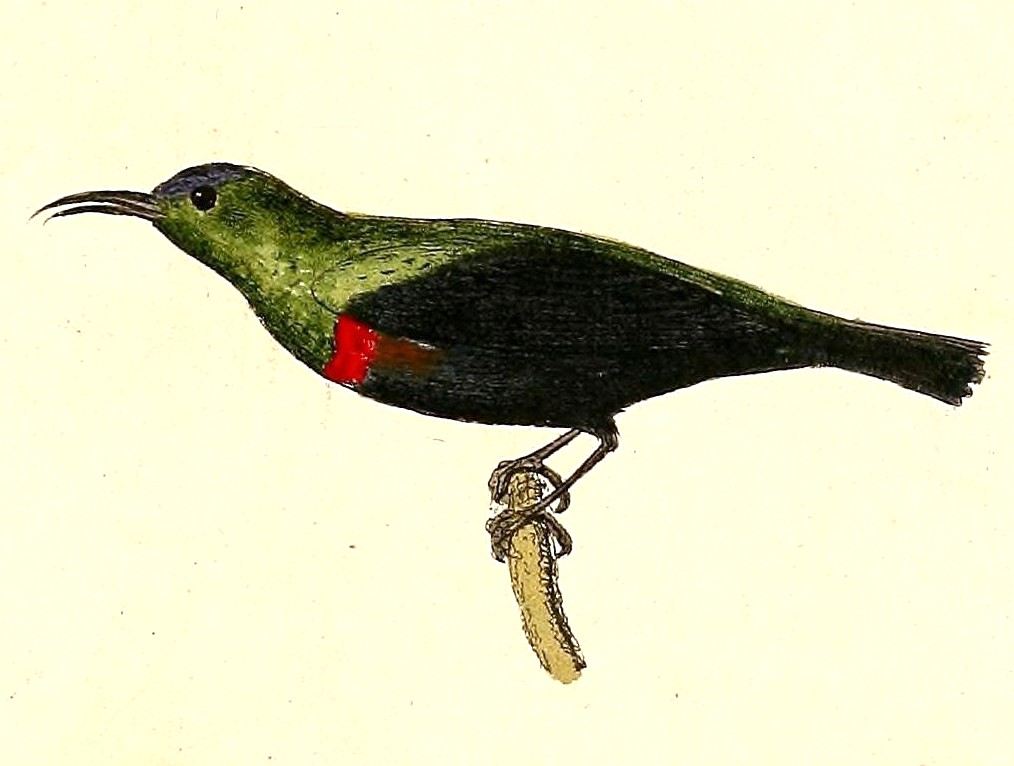